# Giải vô địch bóng đá thế giới các câu lạc bộ 2018
Giải vô địch bóng đá thế giới các câu lạc bộ 2018 (tiếng Anh: FIFA Club World Cup 2018) (có tên chính thức là FIFA Club World Cup UAE 2018 presented by  Alibaba Cloud vì lí do tài trợ) là giải vô địch bóng đá thế giới các câu lạc bộ lần thứ 15, giải đấu bóng đá các câu lạc bộ quốc tế được tổ chức bởi FIFA giữa các đội vô địch từ 6 liên đoàn châu lục, cũng như nhà vô địch giải quốc nội từ nước chủ nhà. Giải đấu được tổ chức ở Các tiểu vương quốc Ả Rập thống nhất (UAE) từ ngày 12 đến ngày 22 tháng 12 năm 2018.
Real Madrid là đương kim vô địch. Họ đã vô địch hai lần gần nhất và cũng đã lọt vào giải đấu năm nay. Họ đã bảo vệ thành công chức vô địch của họ (lần thứ ba liên tiếp) sau khi đánh bại Al Ain 4–1 trong trận chung kết. Với chiến thắng này, họ đã phá vỡ kỷ lục của Barcelona để trở thành đội vô địch nhiều nhất giải đấu.

## Các đội tham dự
Các đội sau đây đã lọt vào giải đấu.
| Đội                  | Liên đoàn            | Lọt vào với tư cách                    | Ngày lọt vào         | Lần tham dự (in đậm thể hiện năm vô địch)         |
| Tham dự vòng bán kết | Tham dự vòng bán kết | Tham dự vòng bán kết                   | Tham dự vòng bán kết | Tham dự vòng bán kết                              |
| -------------------- | -------------------- | -------------------------------------- | -------------------- | ------------------------------------------------- |
| River Plate          | CONMEBOL             | Vô địch Copa Libertadores 2018         | 9 tháng 12 năm 2018  | Thứ 2 (Lần tham dự trước: 2015)                   |
| Real MadridTH        | UEFA                 | Vô địch UEFA Champions League 2017–18  | 26 tháng 5 năm 2018  | Thứ 5 (Lần tham dự trước: 2000, 2014, 2016, 2017) |
| Tham dự vòng hai     |                      |                                        |                      |                                                   |
| Kashima Antlers      | AFC                  | Vô địch AFC Champions League 2018      | 10 tháng 11 năm 2018 | Thứ 2 (Lần tham dự trước: 2016)                   |
| Espérance de Tunis   | CAF                  | Vô địch CAF Champions League 2018      | 9 tháng 11 năm 2018  | Thứ 2 (Lần tham dự trước: 2011)                   |
| Guadalajara          | CONCACAF             | Vô địch CONCACAF Champions League 2018 | 25 tháng 4 năm 2018  | Thứ 1                                             |
| Tham dự vòng một     |                      |                                        |                      |                                                   |
| Team Wellington      | OFC                  | Vô địch OFC Champions League 2018      | 20 tháng 5 năm 2018  | Thứ 1                                             |
| Al-Ain               | AFC (Chủ nhà)        | Vô địch UAE Pro-League 2017–18         | 14 tháng 5 năm 2018  | Thứ 1                                             |

Ghi chú
1. ↑  Al-Ain vô địch UAE Pro-League 2017–18 vào ngày 21 tháng 4 năm 2018. Quyền tham dự FIFA Club World Cup 2018 của họ chính thức được xác nhận sau khi Al-Jazira trở thành đội bóng cuối cùng đến từ UAE ngoài Al-Ain bị loại khỏi AFC Champions League 2018. Chính Al-Ain cũng bị loại khỏi AFC Champions League 2018 vào ngày 15 tháng 5 năm 2018, do đó họ tham dự vòng một.

## Địa điểm
Hai địa điểm được chọn là Sân vận động Thành phố Thể thao Zayed ở Abu Dhabi và Sân vận động Hazza bin Zayed ở Al Ain.
| Sân vận động Thành phố Thể thao Zayed                                                                   | Sân vận động Hazza bin Zayed                   |
| 24°24′57,92″B 54°27′12,93″Đ / 24,4°B 54,45°Đ                                                            | 24°14′44,14″B 55°42′59,7″Đ / 24,23333°B 55,7°Đ |
| Sức chứa: 43.000                                                                                        | Sức chứa: 22.717                               |
| |                                                |
| Abu DhabiAl AinGiải vô địch bóng đá thế giới các câu lạc bộ 2018 (Các Tiểu vương quốc Ả Rập Thống nhất) |                                                |

## Tổ trọng tài
Tổng cộng có 6 trọng tài, 12 trợ lý trọng tài, và 6 trợ lý trọng tài video được bổ nhiệm cho giải đấu này.
| Liên đoàn | Trọng tài         | Trợ lý trọng tài                     | Trợ lý trọng tài video                       |
| --------- | ----------------- | ------------------------------------ | -------------------------------------------- |
| AFC       | Ryuji Sato        | Toru Sagara Hiroshi Yamauchi         | Mohammed Abdulla Hassan Mohamed              |
| CAF       | Mehdi Abid Charef | Abdelhak Etchiali Anouar Hmila       |                                              |
| CONCACAF  | Jair Marrufo      | Frank Anderson Corey Rockwell        | Mark Geiger                                  |
| CONMEBOL  | Wilton Sampaio    | Rodrigo Figueiredo Bruno Boschilia   | Mauro Vigliano                               |
| OFC       | Matthew Conger    | Tevita Makasini Mark Rule            |                                              |
| UEFA      | Gianluca Rocchi   | Elenito Di Liberatore Mauro Tonolini | Paweł Gil Massimiliano Irrati Danny Makkelie |

## Đội hình
Mỗi đội phải đăng ký 23 cầu thủ (3 trong số đó là thủ môn). Trường hợp chấn thương được phép thay thế cho đến 24 giờ trước trận đấu đầu tiên của đội.

## Các trận đấu
Lễ bốc thăm được diễn ra vào ngày 4 tháng 9 năm 2018, lúc 10:00 CEST (UTC+2), tại Trụ sở FIFA ở Zürich để xác định các cặp đấu ở vòng hai (giữa đội chiến thắng vòng một và các đội đến từ liên đoàn AFC, CAF, và CONCACAF) và đối thủ mà hai đội chiến thắng vòng hai đối đầu ở bán kết (các đội đến từ liên đoàn CONMEBOL và UEFA). Tại thời điểm diễn ra lễ bốc thăm, danh tính của các đội đến từ liên đoàn AFC, CAF, CONMEBOL không được biết.
Nếu trận đấu hoà sau thời gian thi đấu chính thức:
- Đối với các trận đấu loại, hiệp phụ được áp dụng. Nếu vẫn hoà sau thời gian hiệp phụ, loạt sút luân lưu được diễn ra để quyết định đội chiến thắng.
- Đối với các trận đấu tranh hạng năm và hạng ba, hiệp phụ không được áp dụng, và loạt sút luân lưu được diễn ra để quyết định đội chiến thắng.

|  | Vòng một                | Vòng một             |                         |                 | Vòng hai             | Vòng hai             |                    |                    | Bán kết | Bán kết |  |  | Chung kết               | Chung kết               |
|  | 12 tháng 12 – Al Ain    |                      |                         |                 |                      |                      |                    |                    |         |         |  |  |                         |                         |
|  | Al Ain (p)              | 3 (4)                |                         |                 | 15 tháng 12 – Al Ain | 15 tháng 12 – Al Ain |                    |                    |         |         |  |  |                         |                         |
|  | Al Ain (p)              | 3 (4)                |                         |                 | 15 tháng 12 – Al Ain | 15 tháng 12 – Al Ain |                    |                    |         |         |  |  |                         |                         |
|  | Team Wellington         | 3 (3)                |                         |                 | Espérance de Tunis   | 0                    |                    |                    |         |         |  |  |                         |                         |
|  | Team Wellington         | 3 (3)                | 18 tháng 12 – Al Ain    |                 | Espérance de Tunis   | 0                    |                    |                    |         |         |  |  |                         |                         |
|  |                         |                      |                         |                 | Al-Ain               | 3                    |                    |                    |         |         |  |  |                         |                         |
|  | River Plate             | 2 (4)                |                         |                 | Al-Ain               | 3                    |                    |                    |         |         |  |  |                         |                         |
|  | River Plate             | 2 (4)                |                         |                 |                      |                      |                    |                    |         |         |  |  |                         |                         |
|  |                         |                      | Al-Ain (p)              | 2 (5)           |                      |                      |                    |                    |         |         |  |  |                         |                         |
|  |                         |                      | Al-Ain (p)              | 2 (5)           |                      |                      |                    |                    |         |         |  |  |                         |                         |
|  |                         |                      | 22 tháng 12 – Abu Dhabi |                 |                      |                      |                    |                    |         |         |  |  |                         |                         |
|  |                         |                      |                         |                 |                      |                      |                    |                    |         |         |  |  |                         |                         |
|  | Real Madrid             | 4                    |                         |                 |                      |                      |                    |                    |         |         |  |  |                         |                         |
|  | Real Madrid             | 4                    | 15 tháng 12 – Al Ain    |                 |                      |                      |                    |                    |         |         |  |  |                         |                         |
|  |                         | Al-Ain               | 1                       |                 |                      |                      |                    |                    |         |         |  |  |                         |                         |
|  |                         |                      | 1                       | Kashima Antlers | 3                    |                      |                    |                    |         |         |  |  |                         |                         |
|  | 19 tháng 12 – Abu Dhabi |                      |                         | Kashima Antlers | 3                    |                      |                    |                    |         |         |  |  |                         |                         |
|  |                         | Guadalajara          | 2                       |                 |                      |                      |                    |                    |         |         |  |  |                         |                         |
|  | Kashima Antlers         | Guadalajara          | 2                       | 1               |                      |                      |                    |                    |         |         |  |  |                         |                         |
|  | Kashima Antlers         | Trận tranh hạng năm  | Trận tranh hạng năm     | 1               |                      |                      | Trận tranh hạng ba | Trận tranh hạng ba |         |         |  |  |                         |                         |
|  |                         | Trận tranh hạng năm  | Trận tranh hạng năm     |                 | Real Madrid          | 3                    | Trận tranh hạng ba | Trận tranh hạng ba |         |         |  |  |                         |                         |
|  | Espérance de Tunis (p)  | 1 (6)                | Kashima Antlers         | 0               | Real Madrid          | 3                    |                    |                    |         |         |  |  |                         |                         |
|  | Espérance de Tunis (p)  | 1 (6)                | Kashima Antlers         | 0               |                      |                      |                    |                    |         |         |  |  |                         |                         |
|  | Guadalajara             | 1 (5)                | River Plate             | 4               |                      |                      |                    |                    |         |         |  |  |                         |                         |
|  | Guadalajara             | 1 (5)                | River Plate             | 4               |                      |                      |                    |                    |         |         |  |  |                         |                         |
|  | 18 tháng 12 – Al Ain    | 18 tháng 12 – Al Ain |                         |                 |                      |                      |                    |                    |         |         |  |  | 22 tháng 12 – Abu Dhabi | 22 tháng 12 – Abu Dhabi |

Tất cả thời gian là giờ địa phương, GST (UTC+4).

### Vòng một
| Al Ain                                       | 3–3 (s.h.p.) | Team Wellington                              |
| -------------------------------------------- | ------------ | -------------------------------------------- |
| Shiotani 45' · Doumbia 49' · Berg 85'        | Chi tiết     | Barcia 11' · Clapham 15' · Ilich 44'         |
| Loạt sút luân lưu                            |              |                                              |
| - Diaky - Berg - El Shahat - Shiotani - Caio | 4–3          | - Allen - Kilkolly - Ilich - Watson - Gulley |

### Vòng hai
| Kashima Antlers                               | 3–2      | Guadalajara                            |
| --------------------------------------------- | -------- | -------------------------------------- |
| - Nagaki 49' - Serginho 69' (ph.đ.) - Abe 84' | Chi tiết | - Zaldívar 3' - Léo Silva 90+4' (l.n.) |

| Espérance de Tunis | 0–3      | Al Ain                                     |
| ------------------ | -------- | ------------------------------------------ |
|                    | Chi tiết | - Ahmed 2' - El Shahat 16' - Al-Ahbabi 60' |

### Trận tranh hạng năm
| Espérance de Tunis                                                                | 1–1      | Guadalajara                                                                     |
| --------------------------------------------------------------------------------- | -------- | ------------------------------------------------------------------------------- |
| - Belaïli 38' (ph.đ.)                                                             | Chi tiết | - Sandoval 5' (ph.đ.)                                                           |
| Loạt sút luân lưu                                                                 |          |                                                                                 |
| - Belaïli - Machani - Chemmam - Bguir - Khenissi - Derbali - Coulibaly - Dhaouadi | 6–5      | - Zaldívar - Marín - Godínez - Van Rankin - Salcido - Pineda - Ponce - Brizuela |

### Bán kết
| River Plate                                  | 2–2 (s.h.p.) | Al-Ain                                               |
| -------------------------------------------- | ------------ | ---------------------------------------------------- |
| - Borré 11', 16'                             | Chi tiết     | - Berg 3' - Caio 51'                                 |
| Loạt sút luân lưu                            |              |                                                      |
| - Scocco - Quintero - Pratto - Borré - Pérez | 4–5          | - Caio - Shiotani - Al-Ahbabi - Abdulrahman - Yaslam |

| Kashima Antlers | 1–3      | Real Madrid          |
| --------------- | -------- | -------------------- |
| - Doi 78'       | Chi tiết | - Bale 44', 53', 55' |

### Trận tranh hạng ba
| Kashima Antlers | 0–4      | River Plate                                                 |
| --------------- | -------- | ----------------------------------------------------------- |
|                 | Chi tiết | - Zuculini 24' - G. Martínez 73', 90+3' - Borré 89' (ph.đ.) |

### Chung kết
| Real Madrid                                                  | 4–1      | Al-Ain         |
| ------------------------------------------------------------ | -------- | -------------- |
| - Modrić 14' - Llorente 60' - Ramos 79' - Nader 90+1' (l.n.) | Chi tiết | - Shiotani 86' |

## Các cầu thủ ghi bàn hàng đầu
| XH | Cầu thủ                  | Đội                | Số bàn thắng |
| -- | ------------------------ | ------------------ | ------------ |
| 1  | Gareth Bale              | Real Madrid        | 3            |
| 1  | Rafael Santos Borré      | River Plate        | 3            |
| 3  | Marcus Berg              | Al-Ain             | 2            |
| 3  | Gonzalo Nicolás Martínez | River Plate        | 2            |
| 3  | Tsukasa Shiotani         | Al-Ain             | 2            |
| 6  | Hiroki Abe               | Kashima Antlers    | 1            |
| 6  | Mohamed Ahmed            | Al-Ain             | 1            |
| 6  | Bandar Al-Ahbabi         | Al-Ain             | 1            |
| 6  | Mario Barcia             | Team Wellington    | 1            |
| 6  | Youcef Belaïli           | Espérance de Tunis | 1            |
| 6  | Caio                     | Al-Ain             | 1            |
| 6  | Aaron Clapham            | Team Wellington    | 1            |
| 6  | Shoma Doi                | Kashima Antlers    | 1            |
| 6  | Tongo Doumbia            | Al-Ain             | 1            |
| 6  | Hussein El Shahat        | Al-Ain             | 1            |
| 6  | Mario Ilich              | Team Wellington    | 1            |
| 6  | Marcos Llorente          | Real Madrid        | 1            |
| 6  | Luka Modrić              | Real Madrid        | 1            |
| 6  | Ryota Nagaki             | Kashima Antlers    | 1            |
| 6  | Sergio Ramos             | Real Madrid        | 1            |
| 6  | Gael Sandoval            | Guadalajara        | 1            |
| 6  | Serginho                 | Kashima Antlers    | 1            |
| 6  | Ángel Zaldívar           | Guadalajara        | 1            |
| 6  | Bruno Zuculini           | River Plate        | 1            |

1 bàn phản lưới nhà
- Léo Silva (Kashima Antlers, đối đầu với Guadalajara)
- Yahya Nader (Al-Ain, đối đầu với Real Madrid)

## Xếp hạng chung cuộc
Theo quy ước thống kê trong bóng đá, các trận đấu được quyết định bằng hiệp phụ được tính là các trận thắng và các trận thua, trong khi các trận đấu được quyết định bằng loạt sút luân lưu được tính là các trận hoà.
| VT | Đội                      | ST | T | H | B | BT | BB | HS | Đ |
| -- | ------------------------ | -- | - | - | - | -- | -- | -- | - |
| 1  | Real Madrid (UEFA)       | 2  | 2 | 0 | 0 | 7  | 2  | +5 | 6 |
| 2  | Al-Ain (AFC) (H)         | 4  | 1 | 2 | 1 | 9  | 9  | 0  | 5 |
| 3  | River Plate (CONMEBOL)   | 2  | 1 | 1 | 0 | 6  | 2  | +4 | 4 |
| 4  | Kashima Antlers (AFC)    | 3  | 1 | 0 | 2 | 4  | 9  | −5 | 3 |
| 5  | Espérance de Tunis (CAF) | 2  | 0 | 1 | 1 | 1  | 4  | −3 | 1 |
| 6  | Guadalajara (CONCACAF)   | 2  | 0 | 1 | 1 | 3  | 4  | −1 | 1 |
| 7  | Team Wellington (OFC)    | 1  | 0 | 1 | 0 | 3  | 3  | 0  | 1 |

## Các giải thưởng
Các giải thưởng sau đây đã được trao sau khi kết thúc giải đấu.
| Adidas Quả Bóng Vàng                  | Adidas Quả Bóng Bạc | Adidas Quả Bóng Đồng              |
| ------------------------------------- | ------------------- | --------------------------------- |
| Gareth Bale (Real Madrid)             | Caio (Al-Ain)       | Rafael Santos Borré (River Plate) |
| Giải thưởng cho đội chơi đẹp của FIFA |                     |                                   |
| Real Madrid                           |                     |                                   |